# Кассим, Абди
Абди Кассим Садаллах (англ. Abdi Kassim Sadallah; род. 19 октября 1984, Занзибар) — танзанийский футболист, игравший на позиции полузащитника.

## Клубная карьера
Профессиональную карьеру начал в 2002 году в клубе «Мландеге». В 2004 году перешёл в «Мтибва Шугар». С 2007 по 2010 был игроком «Янг Африканс», с которым дважды становился национальным чемпионом.
4 января 2011 года Кассим подписал двухлетний контракт с вьетнамским клубом «Донгтам Лонган».
В 2011 году вернулся в Танзанию, где стал игроком клуба «Азама». 14 матчей в 2013 году сыграл в составе КМКМ.
В 2014 году поехал в Малайзию, где стал игроком клуба «ЮиТМ».
С 2016 по 2020 года играл за «Джангомбе Бойс», «Мавензи Маркет» и КМКМ. В составе последнего завершил карьеру футболиста.

## Карьера за сборную
Дебютировал Кассим за национальную сборную Занзибара 9 декабря 2007 года в матче Кубка КЕСАФА против сборной Судана (2:2).
За национальную сборную Танзании Кассим дебютировал 11 ноября 2003 года в товарищеском матче против сборной Уганды (1:2).

## Достижения

### «Янг Африканс»
- Чемпион Танзании: 2008/09, 2010/11

### КМКМ
- Чемпион Танзании: 2013/14